# 偽球面
偽球面（英語：pseudosphere，又譯擬球面）是幾何學中高斯曲率恆為負的平面。一半徑{\displaystyle R}的偽球面，是{\displaystyle \mathbb {R} ^{3}}中每點高斯曲率均為{\displaystyle \textstyle -1/R^{2}}的平面。偽球面這個名稱是類比半徑{\displaystyle R}的球面（曲率{\displaystyle \textstyle 1/R^{2}}的平面），由贝尔特拉米於1868年雙曲幾何模型的論文提出。

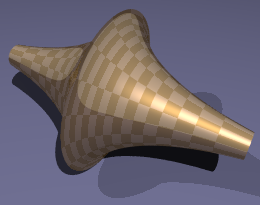
旋轉跟蹤曲面（Tractricoid）

其為曳物線繞其漸近線的旋轉曲面。

## 定义
对于{\displaystyle xOz}平面上的曳物线，其参数方程为{\displaystyle (x,z)=(t-\tanh(t),\mathrm {sech} (t)),0\leq t<\infty }. 
当其绕z轴旋转一圈时，根据旋转曲面的一般参数方程，可得到曲面标准参数方程：
{\displaystyle \left\{{\begin{matrix}x=(t-\tanh(t))\cdot \cos(\theta ),\\y=(t-\tanh(t))\cdot \sin(\theta ),\\z=\mathrm {sech} (t).\end{matrix}}\right.} 其中 {\displaystyle 0\leq \theta \leq 2\pi ,0\leq t<\infty }.
该方程即为曳物面方程，又称伪球面方程。

## 性质
伪球面是一个奇异空间 (赤道上的点为奇点) 。但在奇点外，它具有恒定的负高斯曲率，因此局部等距于双曲面。
“伪球”这个名字的产生是因为它是一个有恒定负高斯曲率的二维曲面，和一个球有恒定正高斯曲率恰恰相反。就像球体在每一点上都有一个正曲率的球面几何一样，伪球在除奇点每一点上都有一个负曲率的双曲几何。
早在1693年，惠更斯(Christiaan Huygens)就发现尽管其旋转后的范围是无限的, 但伪球的体积和表面积是有限的。对于给定的伪半径 R，伪球的表面积是{\displaystyle 4\pi R^{2}}，和同半径·球面相同。